# Arutanga
Arutanga est la plus grande ville et l'un des huit districts de l'île d'Aitutaki aux îles Cook. Situé à l'ouest face à la principale passe récifale (la passe d'Ava Tapu), elle concentre les principaux commerces et administrations de l'île. Ce district est à cheval sur les circonscriptions électorales d'Amuri-Ureia et d'Arutanga-Reureu-Nikaupara. Arutanga est constitué de quatre tapere qui sont du Nord au Sud : 
- Ureia
- Arutanga
- Reureu
- Nukunoni

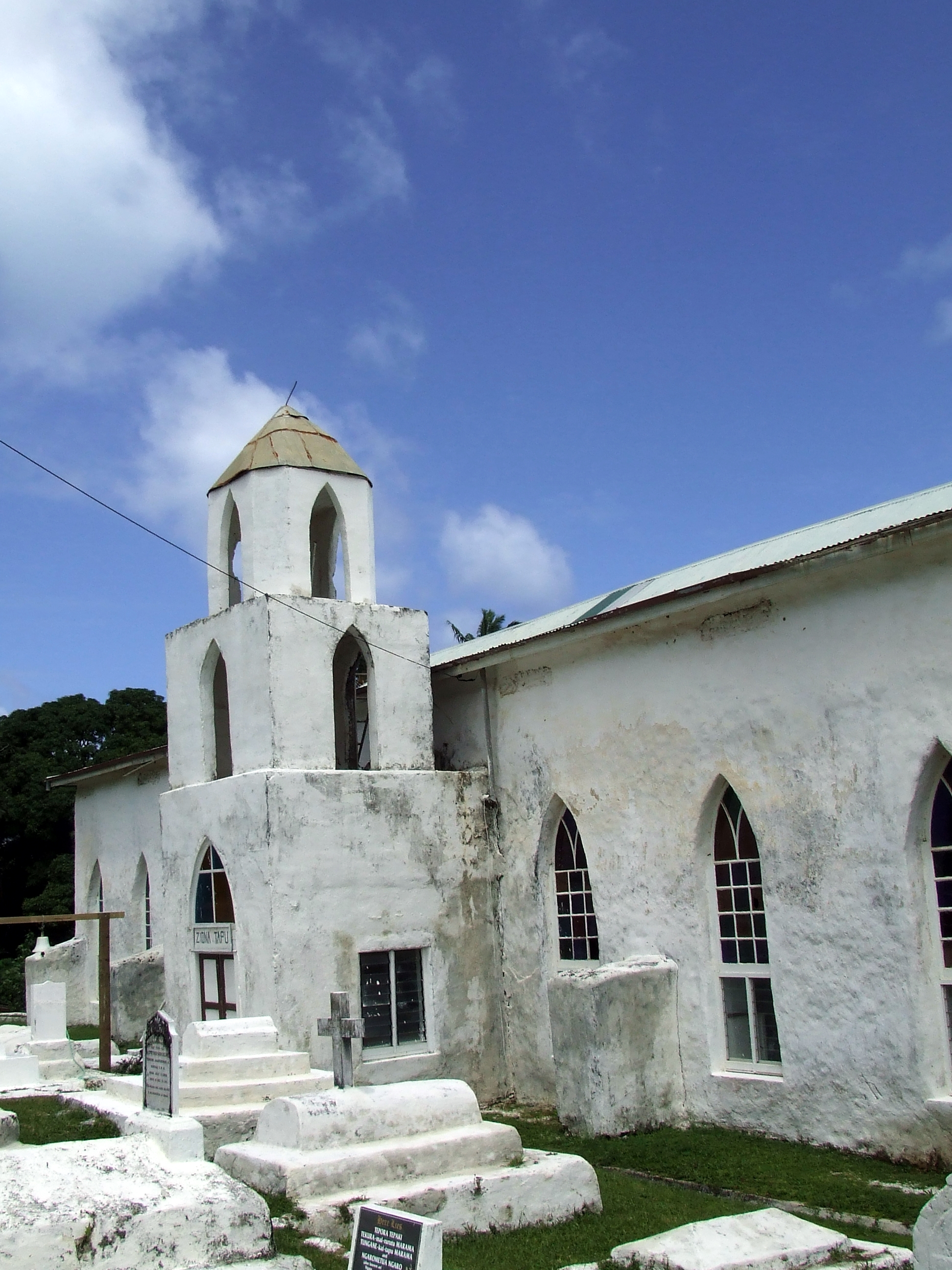
Église d'Aitutaki, Îles Cook

La population de la ville s'élevait à 1 946 habitants en 2001.
Le tourisme se développe dans la ville.